# Kleinschwabhausen
Kleinschwabhausen település Németországban, azon belül Türingiában. Lakosainak száma 229 fő (2023. december 31.).

## Földrajz
Kleinschwabhausen egy mezőgazdasági község Weimar és Jéna között. A község a Mellingen közigazgatási közösséghez tartozik, amelynek közigazgatási központja Mellingen községben van.

## Története
A települést 800 körül említették először. A falut 1357-ben Windischen Suabehusen néven említette a kapellendorfi provizor. 1378-ban Wenigen Suabehusen, 1455-ben pedig először fmlítették Clein Swobehussen néven.
A harmincéves háború alatt a falu megmenekült a pestistől és más járványoktól. 1637 tavaszán Hatzfeld lovas katonái 18 házat gyújtottak fel és feldúlták a falut.
A 19. század elejétől a falu a Szász–Weimar–Eisenachi Nagyhercegség része volt, 1945 után pedig Türingia tartományával együtt a szovjet megszállási övezet és az NDK része lett. A település 1990 óta az újonnan alapított Türingia szövetségi tartomány része.
A 2019. május 26-i helyhatósági választások óta a kleinschwabhauseni önkormányzati tanácsot hat tanácsos alkotja, akik mindannyian a Kleinschwabhauseni Gazdák Egyesületéhez tartoznak.

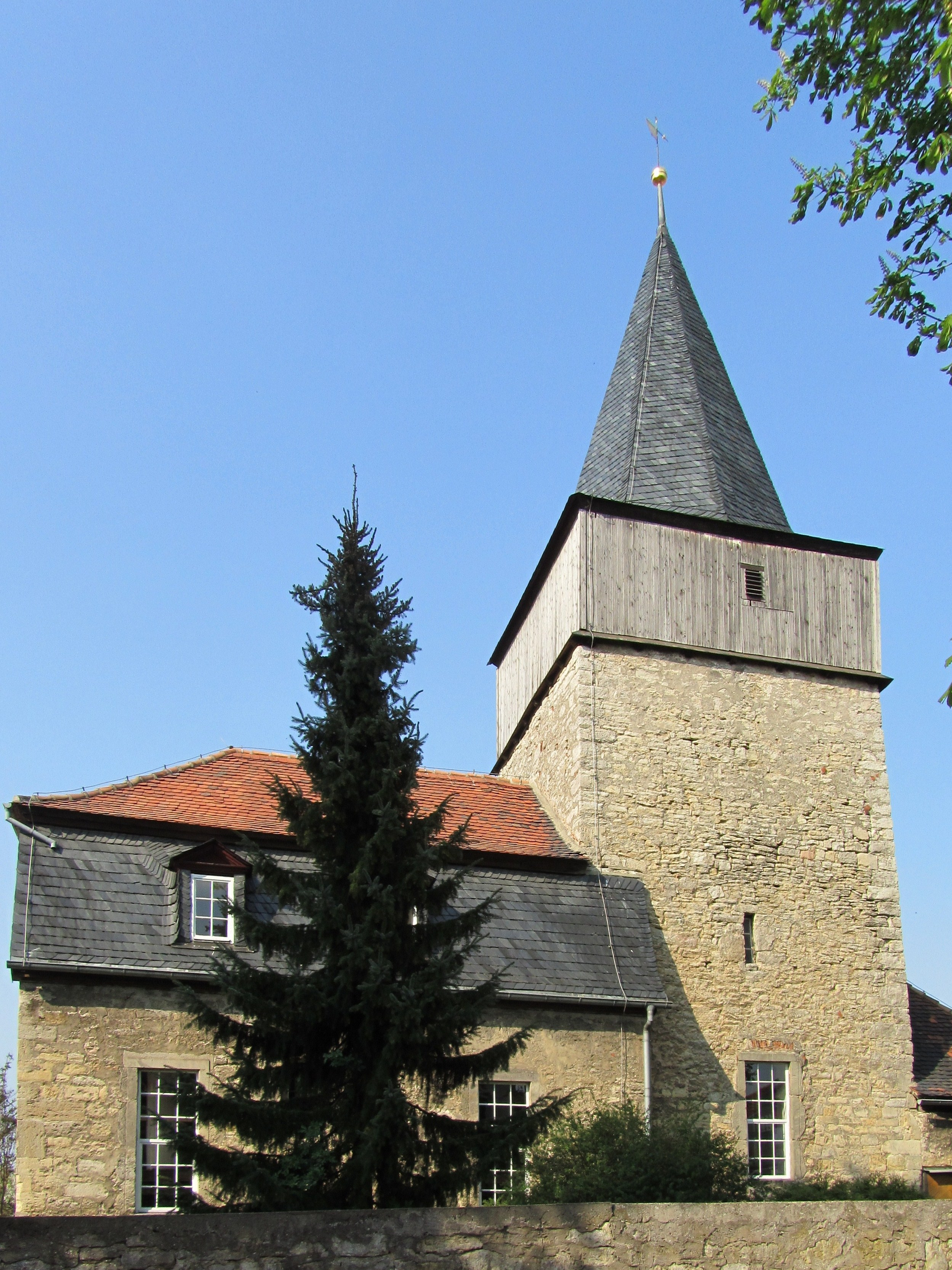
Kleinschwabhausen temploma

## Nevezetességek
- Templom, a 13. században épült.
- Emlékhelyek: A helyi temetőben egy emléktáblával ellátott közös sírhely állít emléket nyolc ismeretlen koncentrációs tábor foglyának, akiket 1945 tavaszán a buchenwaldi koncentrációs táborból induló halálmenet során SS-legények gyilkoltak meg.

## Itt születtek, itt éltek
- Johann Wilhelm Krause (1764-1842) - protestáns lelkész, botanikus és mezőgazdasági író.

A település népességének változása:
| Lakosok száma | 225  | 227  | 222  | 233  | 229  |
|               | 2017 | 2019 | 2021 | 2022 | 2023 |

## Fordítás
- Ez a szócikk részben vagy egészben  a   Kleinschwabhausen című angol Wikipédia-szócikk fordításán alapul.  Az eredeti cikk szerkesztőit annak laptörténete sorolja fel. Ez a jelzés csupán a megfogalmazás eredetét és a szerzői jogokat jelzi, nem szolgál a cikkben szereplő információk forrásmegjelöléseként.